# Dragos Pancescu

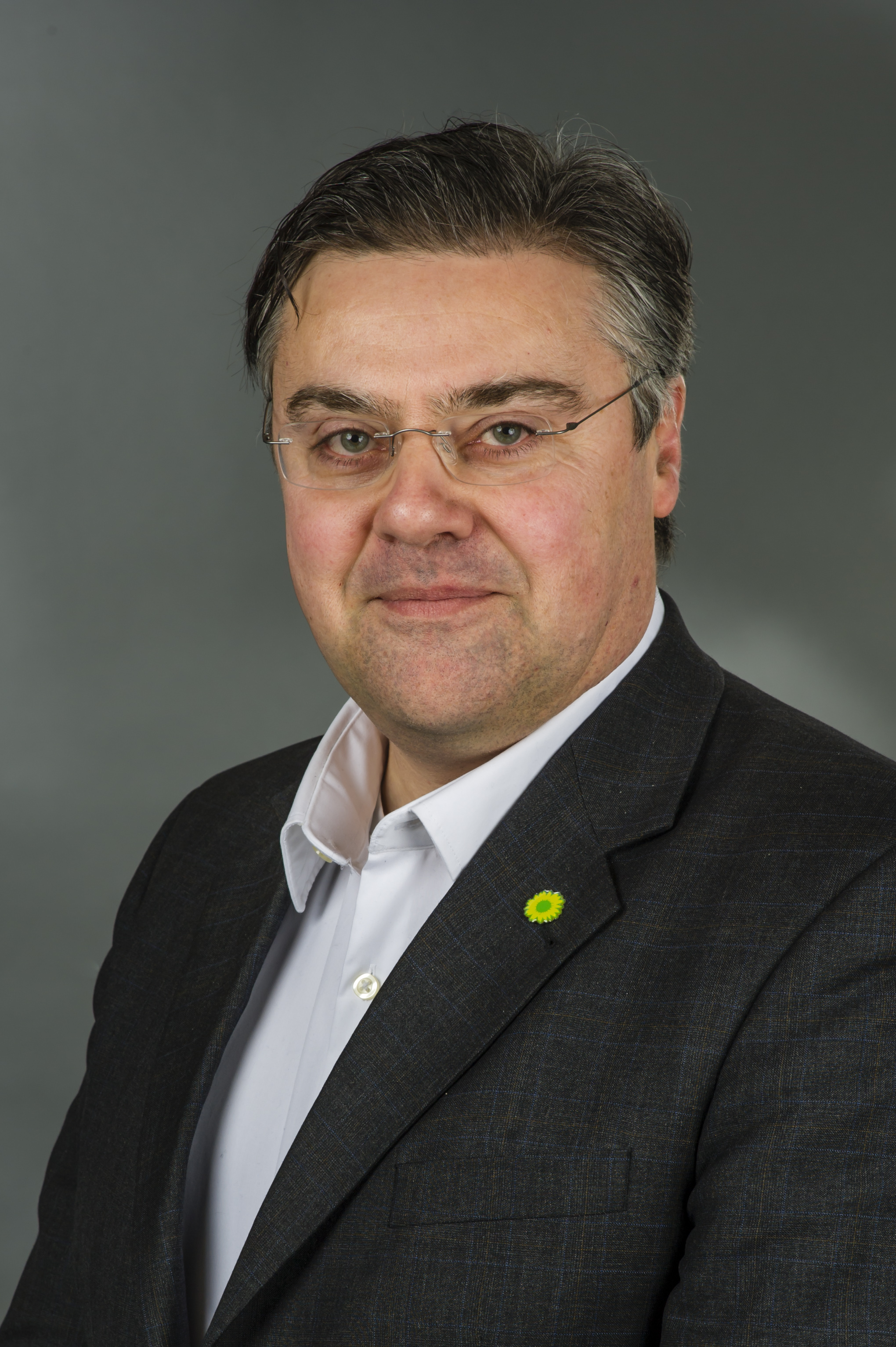
Dragos Pancescu (2018)

Dragos Pancescu (* 16. November 1967 in Bukarest, Rumänien) ist ein deutscher Politiker (Bündnis 90/Die Grünen). Von November 2017 bis November 2022 war er Abgeordneter im Landtag Niedersachsen.

## Leben
Dragos Pancescu wurde in Rumänien geboren und verbrachte seine Jugend in Deutschland. Nach dem Abitur leistete er Wehrdienst bei der Bundeswehr und absolvierte eine kaufmännische Ausbildung. Von 2001 bis 2017 war er als selbständiger Unternehmer im Bereich EDV/IT tätig.
Pancescu ist seit 2011 Mitglied im Rat der Stadt Brake (Unterweser), dem er bereits von 2001 bis 2006 angehörte, und dort seit 2016 Vorsitzender der Grünen-Fraktion. Seit 2012 ist er Mitglied im Kreistag des Landkreises Wesermarsch. Bei der Landtagswahl in Niedersachsen 2017 erhielt er ein Mandat über die Landesliste seiner Partei.
Dragos Pancescu war in der Grünen-Landtagsfraktion Sprecher für Verbraucherschutz, Bundes- und Europaangelegenheiten und Petitionen. Außerdem war Pancescu Brexit-Beauftragter seiner Fraktion.
Er war Mitglied im Landtagsausschuss für Bundes- und Europaangelegenheiten, im Petitionsausschuss, im Unterausschuss für Verbraucherschutz und stellvertretendes Mitglied im Unterausschuss Häfen und Schifffahrt.
Dragos Pancescu war Gründungsmitglied in der Parlamentariergruppe der Europa-Union im Niedersächsischen Landtag und Sprecher seiner Fraktion in der Europa-Union Niedersachsen.
Am 1. April 2022 trat Pancescu aus der Grünen-Landtagsfraktion aus, nachdem sein Versuch gescheitert war, auf einem aussichtsreichen Platz der Landesliste bei der Landtagswahl 2022 anzutreten. Er schied im November 2022 aus dem Landtag aus.

## Privates
Pancescu ist verheiratet und Vater eines Kindes.